# 埃诺德尔
埃诺德尔（法語：Ennordres，法語發音：[ɛnɔʁdʁ]）是法国谢尔省的一个市镇，属于维耶尔宗区。

## 地理
埃诺德尔（47°25'48"N, 2°23'0"E）面积63.79 平方千米，位于法国中央-卢瓦尔河谷大区谢尔省，该省份为法国中部省份，北起卢瓦雷省，西接卢瓦-谢尔省和安德尔省，南至克勒兹省，东南接阿列省，东临涅夫勒省。
与埃诺德尔接壤的市镇（或旧市镇、城区）包括：內爾河畔歐比尼、拉沙佩勒当日隆、伊瓦勒普雷、索尔德河畔梅内特雷奥勒、瓦宗、普雷利、圣蒙泰娜。

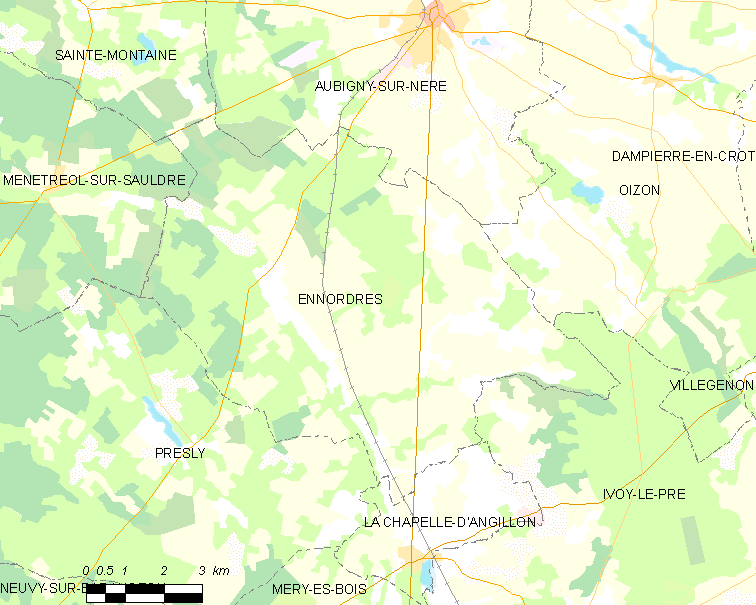
埃诺德尔的OSM定位图

埃诺德尔的时区为UTC+01:00、UTC+02:00（夏令时）。

## 行政
埃诺德尔的邮政编码为18380，INSEE市镇编码为18088。

## 政治
埃诺德尔所属的省级选区为内尔河畔欧比尼县。

## 人口

1962-2008年间埃诺德尔人口变化图示

埃诺德尔于2022年1月1日时的人口数量为206人。